# Wálter Flores
Wálter Alberto Flores Condarco (né le 29 octobre 1978 à Oruro en Bolivie) est un joueur de football international bolivien.

## Biographie
Flores commence sa carrière footballistique professionnelle en 2000 avec le Club San José de sa ville natale d'Oruro. Après six ans passés au club et 140 matchs en première division, il rejoint le Club Real Potosí.
Près de 40 matchs furent suffisants pour convaincre le grand club bolivien du Strongest La Paz de le faire signer pendant la saison 2007. Après deux saisons chez les atigrados, Flores décide de partir pour l'autre club de la ville, les rivaux du Bolívar en 2009.

## Palmarès
| Saison    | Club    | Titre                                |
| --------- | ------- | ------------------------------------ |
| 2009 (A)  | Bolívar | Liga de Fútbol Profesional Boliviano |
| 2011 (AD) | Bolívar | Liga de Fútbol Profesional Boliviano |